# لیدیا کولیکوسکی
لیدیا کولیکوسکی (زاده ۸ مارس ۱۹۵۱) یک کتابدار و کتاب‌شناس مولداوی است. او به عنوان رئیس کتابخانه شهرداری هاسدئو، شبکه کتابخانه‌ای را گسترش داد که ۹ شعبه در کیشیناو با تمرکز بر ادبیات رومانیایی افتتاح کرد.

## تحصیلات
کولیکوسکی در ناحیه دروچیا، مولداوی SSR به دنیا آمد. او در سال ۱۹۷۳ در رشته فیلولوژی (بخش کتابداری) در دانشگاه دولتی مولداوی فارغ‌التحصیل شد و یون اوساچنکو و آناتول چیوبانو را در میان استادان خود داشت. او در سال ۲۰۰۳ با پایان‌نامه‌ای با موضوع «تکامل خدمات کتابخانه‌ای برای افراد محروم در چارچوب دموکراتیزه شدن جامعه» مدرک دکترای خود را در رشته علوم تربیتی دریافت کرد.

## حرفه
پس از فارغ‌التحصیلی، کولیکوسکی یک شرکت تابعه از کتابخانه شهرداری کیشیناو را رهبری کرد. در سالهای ۱۹۸۲–۱۹۷۸، او رئیس «سیستم کتابخانه متمرکز» کاهول بود. او سپس به کتابخانه شهرداری بازگشت تا تیم اکتسابی آن را تا سال ۱۹۸۹ رهبری کند یا در سال ۱۹۸۹ یا در سال ۱۹۹۰ کولیکوسکی مدیر کتابخانه شهرداری هاسدئو شد، سمتی که او تا سال ۲۰۱۳ حفظ کرد.

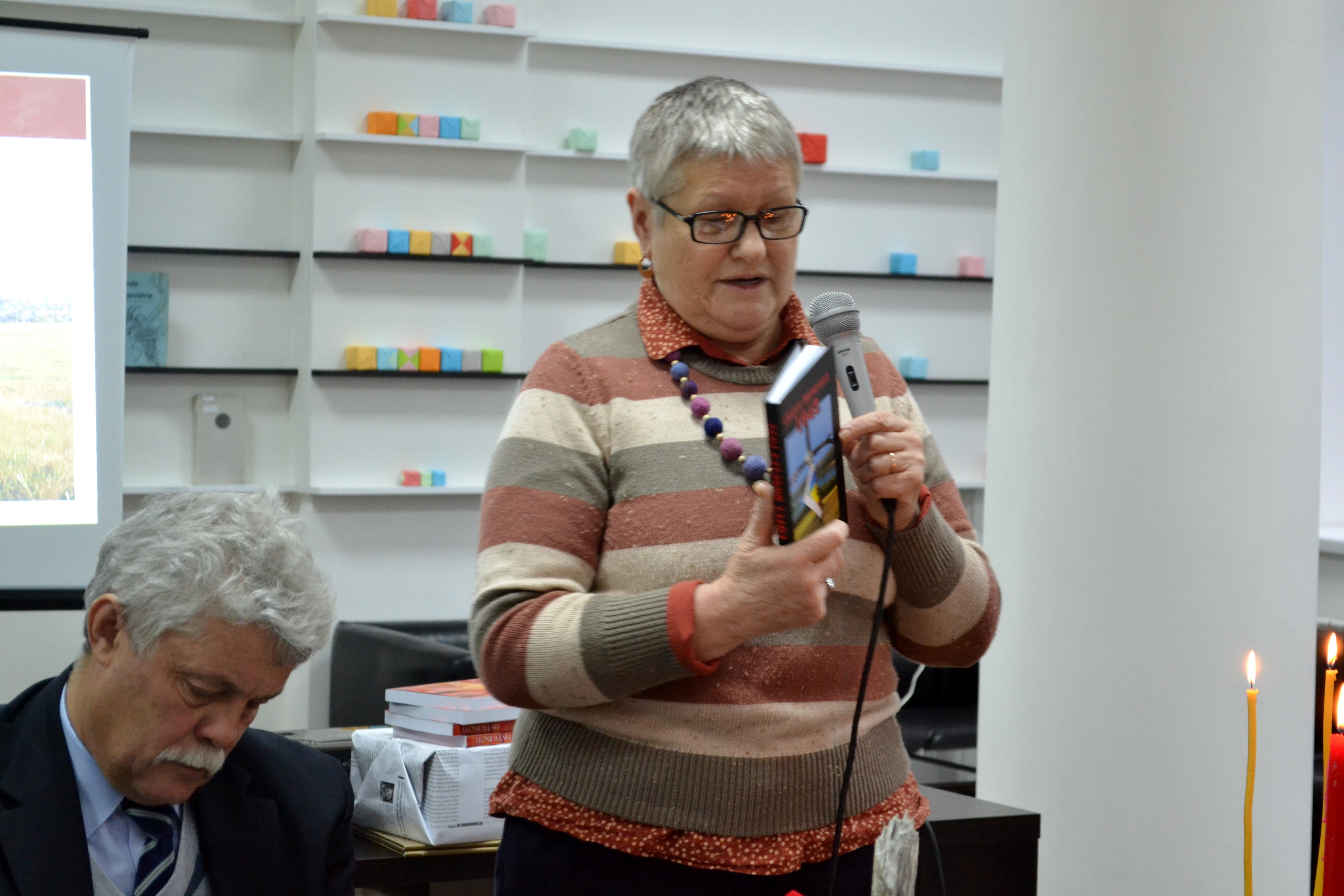
لیدیا کولیکوسکی در اولین نمایش کتاب

### رئیس کتابخانه شهرداری هاسدئو

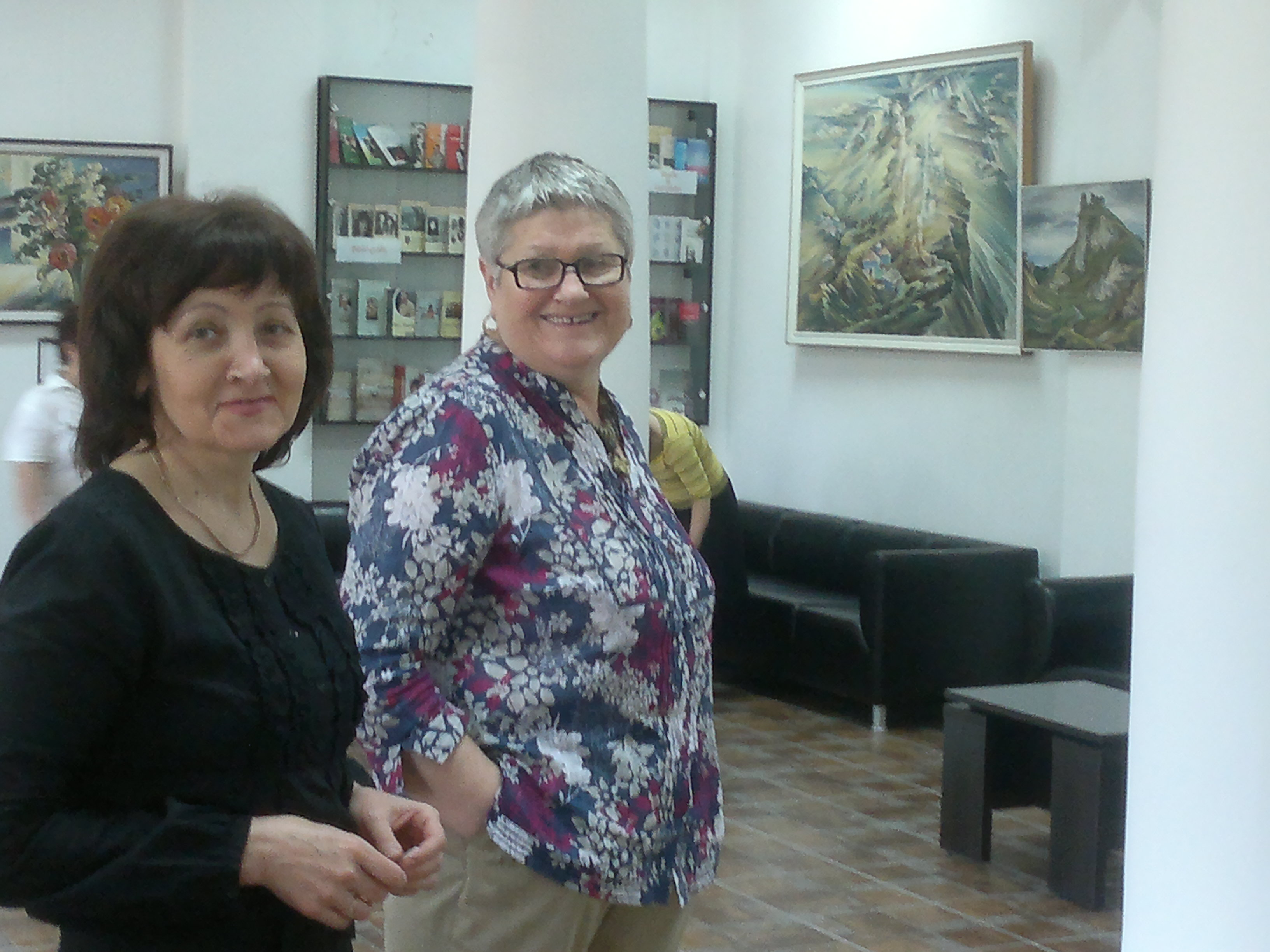
لیدیا کولیکوسکی (راست) و معاون رئیس کتابخانه شهرداری، النا بوتوسل

کولیکوسکی به عنوان رئیس کتابخانه شهرداری هاسدئو بیشتر به خاطر ایدئولوژی‌زدایی از مجموعه کتاب‌ها و اسناد کتابخانه و گسترش شبکه کتابخانه شهرت دارد. در این رابطه، او به دنبال کمک رومانیایی برای باز کردن ۹ کتابخانه فرعی در کیشیناو بود که عمدتاً حاوی ادبیات رومانیایی بود، و او پیشگام یک پروژه تنوع قومی بود که منجر به افتتاح شرکت‌های تابعه با روسی، اوکراینی، لهستانی، بلغاری، یهودی و گاگاوز شد.

## نشان‌ها و افتخارات
لیدیا کولیکوسکی در سال ۱۹۸۷ عنوان «کارگزار شایسته فرهنگی» را دریافت کرد. او مدال «شایستگی مدنی» را در سال ۱۹۹۶، و «نشان شکوه کار» را در سال ۲۰۱۰ دریافت کرد او دارای جایزه اروپایی «مدیر قرن ۲۱» (۲۰۰۱) است. در آوریل ۲۰۲۱، در روز کتابدار، به کولیکوسکی بالاترین نشان مولداوی، «نشان جمهوری»، به دلیل «سهم برجسته در توسعه کتابخانه‌های مولداوی» اعطا شد.

## زندگی شخصی
لیدیا کولیکوسکی در سال ۱۹۷۶ با مهندس ویکتور کولیکوسکی ازدواج کرد. آنها دو دختر دارند: یکی از آنها فیلسوف است و در اسپانیا زندگی می‌کند و دیگری بازاریاب است.

## کتابشناسی - فهرست کتب
- لیدیا کولیکوسکی: کتاب زیستی. کیشینو: الن پولیگراف. ۲۰۰۶. بازیابی شده در ۲۷ دسامبر ۲۰۱۷.
- Colesnic, Iurie; موویلا، بوریس (2000). Femei din Moldova: دایرةالمعارف. موزه. صفحات ۱۶۶–۱۶۷.